# 劳动人民进步党
勞動人民進步黨（希臘語：Ανορθωτικό Κόμμα Εργαζόμενου Λαού，罗马化：Anorthotikó Kómma Ergazómenou Laoú ），简称劳进党（AKEL），是賽普勒斯的一个共产主义政党，現為塞浦路斯众议院第二大党和最大反对黨。
該黨前任總書記季米特里斯·赫里斯托菲亚斯於2008年塞普勒斯總統選舉獲選為塞普勒斯總統，成為迄今为止唯一当选歐盟成员国国家元首的共产主义领导人。

## 历史

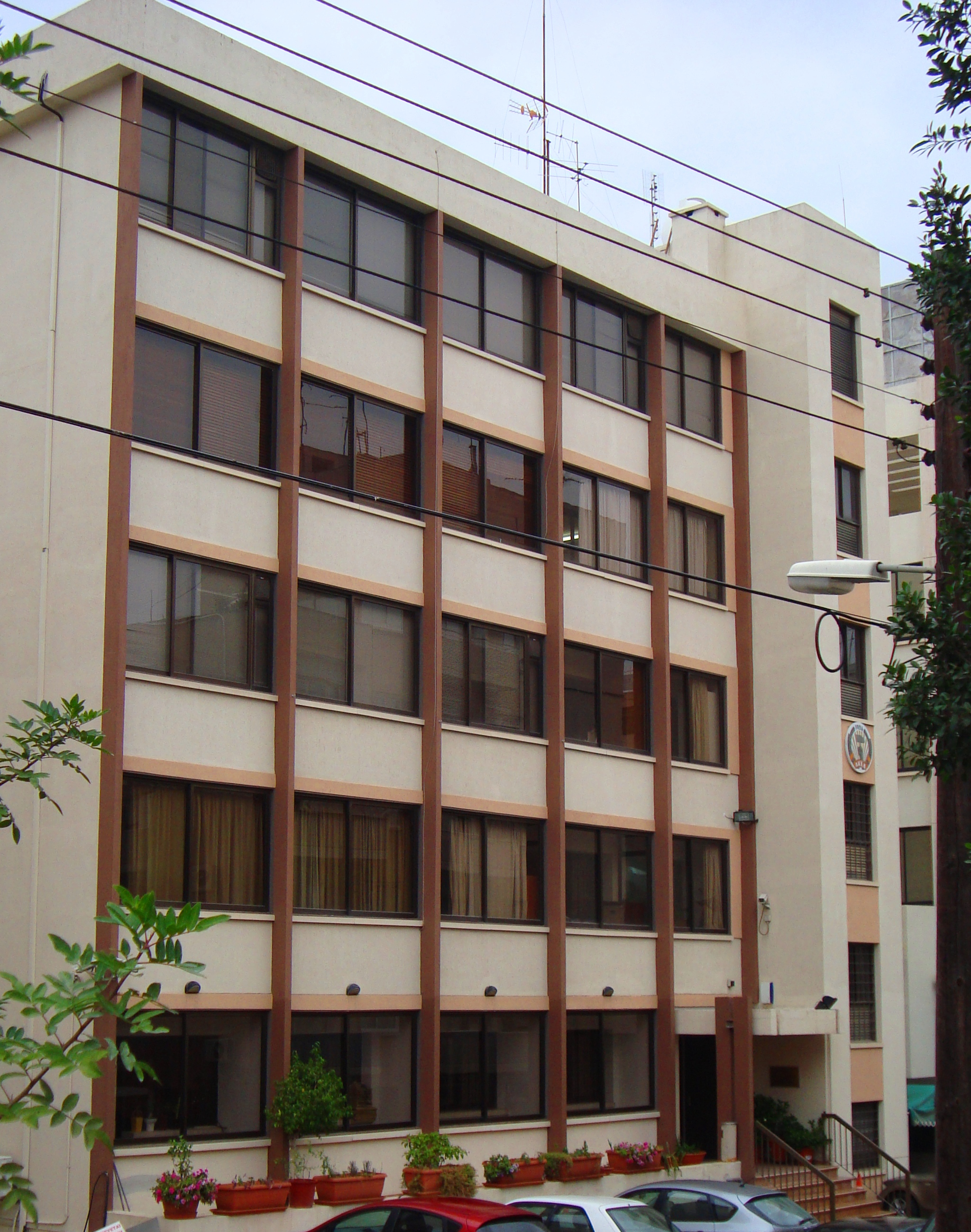
劳动人民进步党总部

1926年8月15日，塞浦路斯共产党成立。塞共成立后，把反对帝国主义、殖民主义的斗争作为主要任务，多次组织工人罢工，反对英国殖民统治，要求民族自治。1931年因支持民族主义暴动遭镇压，党的主要领导人被驱逐出境，国内由科斯塔斯·科诺纳斯任总书记。1933年，英国殖民当局宣布塞共非法，党组织陷于瘫痪。1937年，普劳蒂斯·塞尔瓦斯重建塞共的组织，大力开展工人运动，逐步恢复和扩大了党的力量。1941年4月14日，塞尔瓦斯建立劳动人民进步党，作为塞共的外围组织。1944年，塞共并入劳进党。
第二次世界大战期间，劳动人民进步党坚持反法西斯立场，得到人民的支持，力量有了进一步的发展。1949年8月,该党举行六大，党报《民主主义者》主编埃泽基亚斯·巴巴约安努当选为总书记，从此开始了党的新阶段。1954年该党举行八大，确定新的路线，随后同各进步团体组成“解放斗争联合阵线”，积极开展摆脱英国殖民统治的斗争。1955年塞浦路斯宣布紧急状态，该党被英国殖民当局禁止活动，总书记巴巴约安努被捕入狱（1956年越狱），党组织转入地下。1959年12月4日，塞浦路斯宣布取消紧急状态，该党恢复合法地位，并在议会选举中获5个席位。
1960年8月，塞浦路斯宣布独立，该党支持政府的独立政策，为维护国家的独立和领土完整进行不懈的努力。1974年塞浦路斯发生政变，该党领导人逃往国外，党组织一度陷入瘫痪。政变失败后，塞浦路斯恢复正常状态，该党亦恢复活动。1988年4月8日，党的总书记巴巴约安努去世，季米特里斯·赫里斯托菲亚斯继任党的总书记。1989年底，在苏东剧变的冲击下，党内发生思想混乱，党的政治局委员、书记处书记凡蒂斯等人要求搞“民主化”，改变党的路线。经过激烈的斗争，统一了思想。1990年1月，党的政治局进行改组，解除了凡蒂斯等人的职务。同年10月，塞浦路斯劳动人民进步党召开十七大，重申坚持社会主义方向，坚持马克思列宁主义原则。该党团结一致，积极工作，深入基层，为劳动人民的利益而奋斗，提高了在群众中的威信，党的力量不断发展。
塞浦路斯劳动人民进步党的党章规定，塞浦路斯劳动人民进步党是以马克思列宁主义理论武装的工人阶级先锋队组织，是工人阶级的最高组织形式，是为全体塞浦路斯劳动人民而斗争的政党。党的最终目标是在塞浦路斯建立社会主义社会。该党认为，塞浦路斯现处于反帝和争取民族解放的阶段当前的主要任务是争取塞真正独立，主张建立各政党参加的民族团结政府，加强国防力量，实现国内的和平与稳定，确保人民的民主自由权利，维护工人、职员和全体劳动人民的利益。
塞浦路斯劳动人民进步党还领导了全国最大的工会——泛塞浦路斯劳工联合会）、联合民主青年组织、泛塞浦路斯妇女联合会等群众组织。塞浦路斯劳动人民进步党经常与各国共产党和左翼政党联系，参加各种国际会议。
1997年5月3日－4日，为庆祝建党70周年，该党在拉纳卡召开了一次左翼政党国际会议。来自中东和地中海地区27个国家的37个共产党、工人党和社会党参加了会议。这是近年来规模较大的一次左翼政党的国际会议，反映了该地区左翼力量经过苏东剧变的阵痛，对社会主义重新树立了信心，表达了加强团结与合作，协调行动，打破美国推行的所谓国际新秩序的强烈愿望；但同时，它们也表示了坚持独立自主的立场。
2008年2月24日，塞浦路斯劳动人民进步党中央总书记、议会议长季米特里斯·赫里斯托菲亚斯在大选中，以53.36%的得票战胜对手、前外长卡苏利季斯，当选为塞浦路斯总统。俄罗斯《生意人报》称，“他的获胜是一个历史性事件”。法国《费加罗报》强调说，这是“欧盟诞生的首位共产党人国家元首”。美国国务院也发表声明，祝贺他当选总统，表示期待与他合作，共同反恐，促进塞浦路斯两个民族的和解与统一。欧盟委员会主席巴罗佐在贺电中称，他的当选为打破塞浦路斯问题僵局提供新的机会。
劳动人民进步党支持建立一個獨立、非軍事化、且不結盟的塞普勒斯，並在賽普勒斯問題中，提出以实行聯邦制作为解決问题的方向。

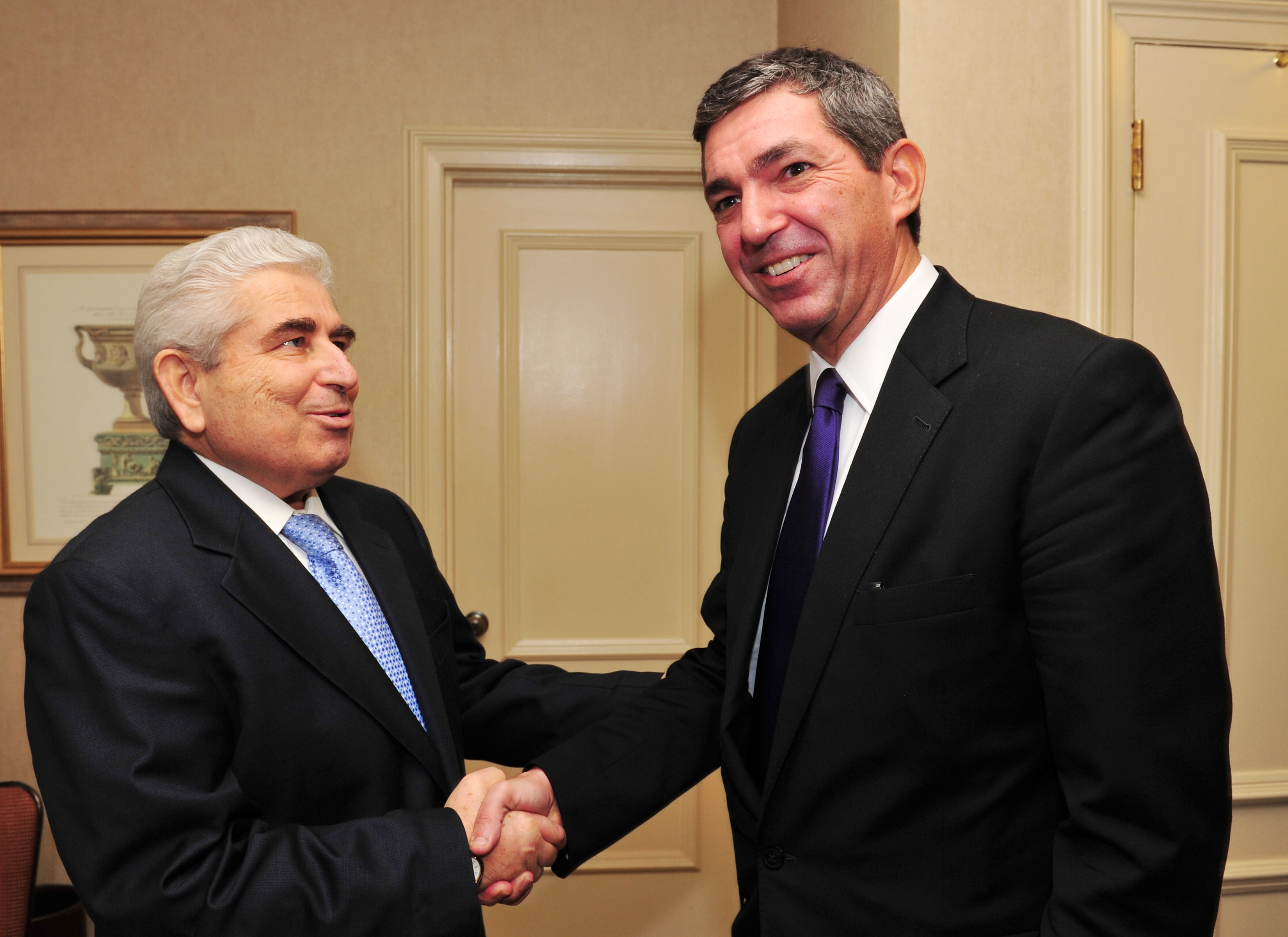
希腊外交部长斯塔夫罗斯·兰布里尼季斯和塞浦路斯总统季米特里斯·赫里斯托菲亚斯于2011年10月在纽约会见

## 歷任總書記
- 1936年—1945年：普劳蒂斯·塞尔瓦斯
- 1945年—1949年：菲非斯·約安努（英语：Fifis Ioannou）
- 1949年—1988年：埃泽基亚斯·巴巴约安努（英语：Ezekias Papaioannou）（参加过西班牙內戰）
- 1988年—2009年：季米特里斯·赫里斯托菲亚斯（曾任塞浦路斯總統）
- 2009年—2021年：安德罗斯·基普里亚努
- 2021年至今：斯特凡诺斯·斯蒂芬努

## 选举结果

### 议会选举
| 年份   | 得票                               | 得票                               | 得票                               | 席位     | 席位 |
| 年份   | 得票数                             | 得票率                             | 排名                               | 赢得席位 | 增减 |
| ------ | ---------------------------------- | ---------------------------------- | ---------------------------------- | -------- | ---- |
| 1960年 | 51,719                             | 35.0%                              | 2                                  | 5 / 50   |      |
| 1970年 | 68,229                             | 34.1%                              | 1                                  | 9 / 35   | ▲ 4  |
| 1976年 | 与民主党、联合民主中间联盟联合参选 | 与民主党、联合民主中间联盟联合参选 | 与民主党、联合民主中间联盟联合参选 | 9 / 35   | ━ 0  |
| 1981年 | 95,364                             | 32.8%                              | 1                                  | 12 / 35  | ▲ 3  |
| 1985年 | 87,628                             | 27.4%                              | 3                                  | 15 / 56  | ▲ 3  |
| 1991年 | 104,771                            | 30.6%                              | 2                                  | 18 / 56  | ▲ 3  |
| 1996年 | 121,958                            | 33.0%                              | 2                                  | 19 / 56  | ▲ 1  |
| 2001年 | 142,648                            | 34.7%                              | 1                                  | 20 / 56  | ▲ 1  |
| 2006年 | 131,237                            | 31.1%                              | 1                                  | 18 / 56  | ▼ 2  |
| 2011年 | 132,171                            | 32.7%                              | 2                                  | 19 / 56  | ▲ 1  |
| 2016年 | 90,204                             | 25.7%                              | 2                                  | 16 / 56  | ▼ 3  |
| 2021年 | 79,913                             | 22.3%                              | 2                                  | 15 / 56  | ▼ 1  |

### 欧洲议会选举
| 年份   | 得票    | 得票   | 得票 | 席位     | 席位 |
| 年份   | 得票数  | 得票率 | 排名 | 赢得席位 | 增减 |
| ------ | ------- | ------ | ---- | -------- | ---- |
| 2004年 | 93,212  | 27.9%  | 2    | 2 / 6    |      |
| 2009年 | 106,922 | 34.9%  | 2    | 2 / 6    | ━ 0  |
| 2014年 | 69,852  | 27.0%  | 2    | 2 / 6    | ━ 0  |
| 2019年 | 77.241  | 27.5%  | 2    | 2 / 6    | ━ 0  |
| 2024年 | 79,163  | 21.5%  | 2    | 1 / 6    | ▼ 1  |

### 总统选举
| 年份   | 候选人                               | 照片       | 第一轮     | 第一轮     | 第一轮       | 第二轮       | 第二轮       | 第二轮       | 结果 |
| 年份   | 候选人                               | 照片       | 得票数     | 得票率     | 排名         | 得票数       | 得票率       | 结果         | 结果 |
| ------ | ------------------------------------ | ---------- | ---------- | ---------- | ------------ | ------------ | ------------ | ------------ | ---- |
| 1959年 | 约安尼斯·克莱里季斯 （民主联盟）     |            | 71,753     | 33.2%      | 2            | 在第一轮出局 | 在第一轮出局 | 在第一轮出局 | 否   |
| 1968年 | 马卡里奥斯三世 （独立人士）          |            | 220,911    | 96.3%      | 1            | 在第一轮当选 | 在第一轮当选 | 在第一轮当选 | 是   |
| 1973年 | 马卡里奥斯三世 （独立人士）          | 无竞争对手 | 无竞争对手 | 无竞争对手 | 无竞争对手   | 无竞争对手   | 无竞争对手   | 是           |      |
| 1978年 | 斯皮罗斯·基普里亚努 （民主党）       |            | 无竞争对手 | 无竞争对手 | 无竞争对手   | 无竞争对手   | 无竞争对手   | 无竞争对手   | 是   |
| 1983年 | 斯皮罗斯·基普里亚努 （民主党）       | 173,791    | 56.5%      | 1          | 在第一轮当选 | 在第一轮当选 | 在第一轮当选 | 是           |      |
| 1988年 | 乔治·瓦西利乌 （独立人士）           |            | 100,748    | 30.1%      | 2            | 167,834      | 51.6%        | 1            | 是   |
| 1993年 | 乔治·瓦西利乌 （独立人士）           | 157,027    | 44.2%      | 1          | 176,769      | 49.7%        | 2            | 否           |      |
| 1998年 | 乔治奥斯·亚科武 （独立人士）         |            | 160,918    | 40.6%      | 1            | 200,222      | 49.2%        | 2            | 否   |
| 2003年 | 塔索斯·帕帕佐普洛斯 （民主党）       |            | 213,353    | 51.5%      | 1            | 在第一轮当选 | 在第一轮当选 | 在第一轮当选 | 是   |
| 2008年 | 季米特里斯·赫里斯托菲亚斯            |            | 150,016    | 33.3%      | 2            | 240,604      | 53.4%        | 1            | 是   |
| 2013年 | 斯塔夫罗斯·马拉斯                    |            | 118,755    | 26.9%      | 2            | 175,267      | 42.5%        | 2            | 否   |
| 2018年 | 斯塔夫罗斯·马拉斯                    | 116,920    | 30.2%      | 2          | 169,243      | 44.0%        | 2            | 否           |      |
| 2023年 | 安德烈亚斯·马夫罗扬尼斯 （独立人士） |            | 117,551    | 29.6%      | 2            | 189,335      | 48.0%        | 2            | 否   |